# Renault 20CV
La Renault 20CV est l’appellation commerciale d'une automobile de la marque Renault produite de 1904 à 1919.
Durant sa carrière, la voiture a connu des évolutions, correspondant à plusieurs types différents :

## Première génération
- Renault Type V (1904–1909), nommée 20/30CV
- Renault Type AS (1909), nommée 20/30CV
- Renault Type BY (1909–1910)
- Renault Type BM (1910–1911), nommée 25CV
- Renault Type CE (1910–1912)
- Renault Type CH (1911–1912)
- Renault Type DP (1913–1914), nommée 22CV

## Deuxième génération
- Renault Type DX (1913–1914)
- Renault Type EI (1914)
- Renault Type EJ (1914-1919)